# South Fork Township (comté de Monroe, Missouri)
South Fork Township est un ancien township, situé dans le comté de Monroe, dans le Missouri, aux États-Unis,.
Le township est fondé en 1834 et baptisé en référence à la rivière South Fork Salt.

### Source de la traduction
- (en) Cet article est partiellement ou en totalité issu de l’article de Wikipédia en anglais intitulé « South Fork Township, Moniteau County, Missouri » (voir la liste des auteurs).